# NGC 2477
NGC 2477 (Caldwell 71) est un amas ouvert situé dans la constellation de la Poupe. Il a été découvert par l'astronome français Nicolas-Louis de Lacaille en 1751.
NGC 2477 est à environ 1 222 pc (∼3 990 al) du système solaire et les dernières estimations donnent un âge de 705 millions d'années. La taille apparente de l'amas est de 20 minutes d'arc, ce qui, compte tenu de la distance, donne une taille réelle maximale d'environ 23 années-lumière. 

Selon la classification des amas ouverts de Robert Trumpler, cet amas renferme plus de 100 étoiles (lettre r) dont la concentration est forte (I) et dont les magnitudes se répartissent sur un grand intervalle (le chiffre 3).